# Armistead Burt
Armistead Burt (* 13. November 1802 bei Edgefield, South Carolina; † 30. Oktober 1883 in Abbeville, South Carolina) war ein US-amerikanischer Politiker. Zwischen 1843 und 1853 vertrat er den Bundesstaat South Carolina im US-Repräsentantenhaus.

## Werdegang
Noch in seiner Jugend kam Burt mit seinen Eltern nach Pendleton. Dort besuchte er die öffentlichen Schulen. Nach einem Jurastudium und seiner im Jahr 1823 erfolgten Zulassung als Rechtsanwalt begann er in Pendleton zu praktizieren. Im Jahr 1828 verlegte er seinen Wohnsitz und seine Anwaltskanzlei nach Abbeville. Dort war er in der Folge auch in der Landwirtschaft tätig.
Burt war Mitglied der Demokratischen Partei. In den Jahren 1834 und 1835 sowie nochmals von 1838 bis 1841 saß er als Abgeordneter im Repräsentantenhaus von South Carolina. 1842 wurde er im fünften Wahlbezirk von South Carolina in das US-Repräsentantenhaus in Washington, D.C. gewählt, wo er am 4. März 1843 die Nachfolge von Isaac E. Holmes antrat. Nach vier Wiederwahlen konnte er bis zum 3. März 1853 fünf zusammenhängende Legislaturperioden im Kongress absolvieren. In diese Zeit fielen der Mexikanisch-Amerikanische Krieg und die damit verbundene Gebietserweiterung der Vereinigten Staaten. Burts letzte Jahre im Kongress waren von den Diskussionen um die Frage der Sklaverei geprägt. Von 1849 bis 1853 war er Vorsitzender des Militärausschusses. Im Jahr 1848 amtierte er vorübergehend als Vertreter von Robert Charles Winthrop, dem Sprecher des Repräsentantenhauses.
1852 verzichtete Burt auf eine weitere Kandidatur für den Kongress. In den folgenden Jahren arbeitete er wieder als Anwalt. 1868 war er Delegierter zur Democratic National Convention in New York, auf der Horatio Seymour als Präsidentschaftskandidat nominiert wurde. Ansonsten ist er politisch nicht mehr in Erscheinung getreten. 1868 musste er sein Haus in Abbeville (Burt-Stark Mansion) verkaufen. Armistead Burt starb am 30. Oktober 1883 in Abbeville.